# Włodzimierz Kozubski

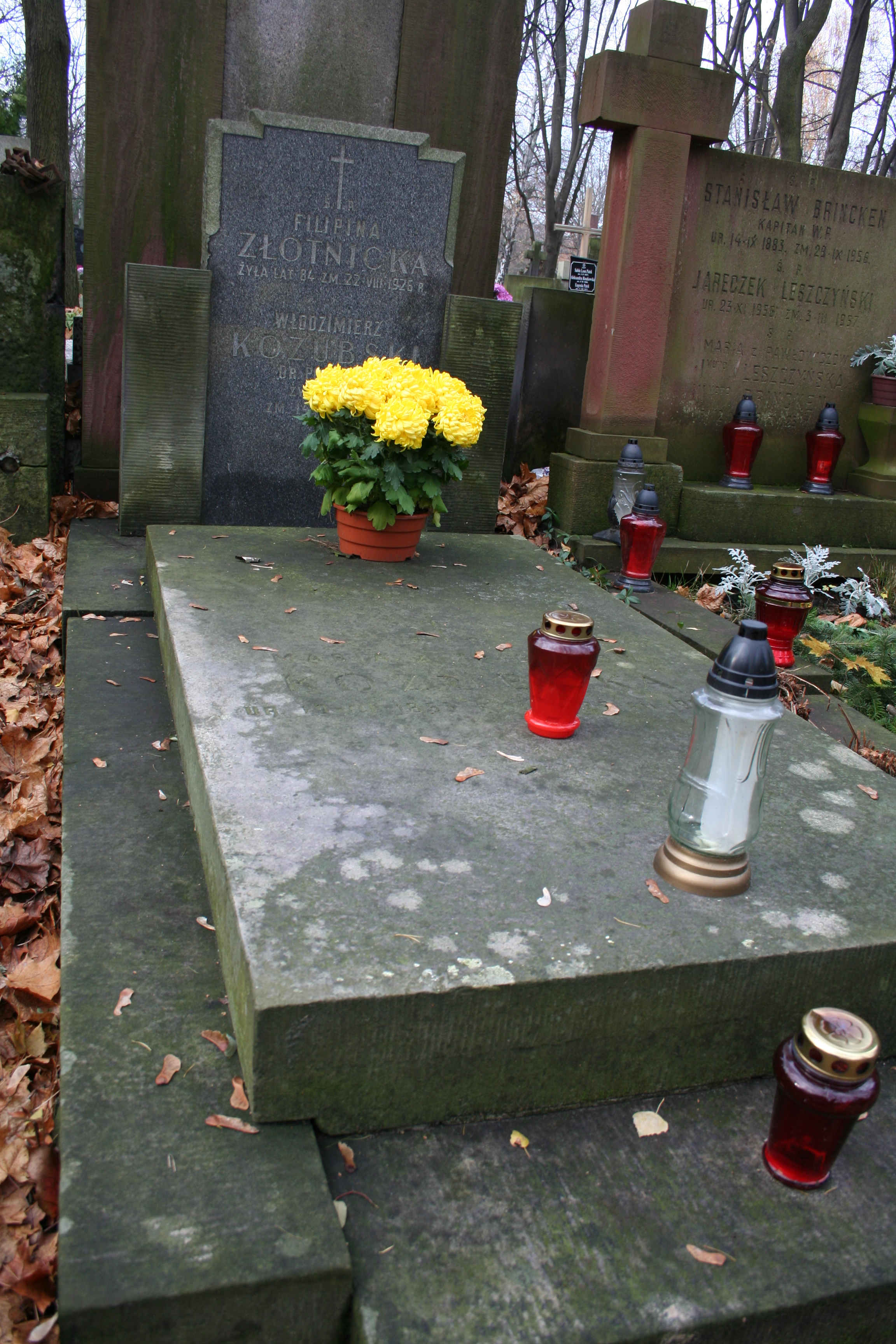
Grób Włodzimierza Kozubskiego na warszawskim cmentarzu Powązkowskim

Włodzimierz Antoni Kozubski (ur. 10 sierpnia 1880 w Bochni, zm. 14 października 1951 w Warszawie) – polski prawnik, profesor Uniwersytetu Warszawskiego, członek Towarzystwa Naukowego Warszawskiego.

## Życiorys
Był synem Ludwika (lekarza) i Marii z domu Trybulec. W 1899 ukończył gimnazjum w Nowym Sączu i podjął studia prawnicze na Uniwersytecie Jagiellońskim (do 1904), m.in. u Stanisława Wróblewskiego. Uzupełniał wykształcenie na uniwersytecie w Wiedniu (1904–1905), w 1905 na UJ obronił doktorat praw. W latach 1904–1906 pracował jako urzędnik w sądach w Krakowie, następnie został sędzią Prokuratury Generalnej w Wiedniu i urzędnikiem w Ministerstwie Komunikacji (do 1914). Kierował akcją dla uchodźców wojennych przy Ministerstwie dla Galicji (1914–1916); w 1916 osiadł w Lublinie, gdzie został kierownikiem Biura Krajowego ds. Gospodarczych i Społecznych Generalnego Gubernatorstwa, wchodził w skład Zarządu Krajowej Rady Gospodarczej, pełnił funkcję wiceprzewodniczącego Komitetu Technicznego i komisarza Rady Nadzorczej Polskiej Centrali Handlowej oraz wykładał ekonomię polityczną na kursach Krajowego Komisariatu Cywilnego dla urzędników administracji.

### Kariera naukowa
W 1923 habilitował się na Uniwersytecie Jagiellońskim na podstawie pracy Opieka nad kobietami w prawie rzymskim i został docentem w Katedrze Prawa Rzymskiego; pełnił także funkcję wiceprezesa Państwowej Komisji Oszczędnościowej (1923–1924). Z pracy na UJ odszedł w 1931. W 1934 został docentem w Katedrze Prawa Rzymskiego Uniwersytetu Warszawskiego, dwa lata później profesorem nadzwyczajnym i kierownikiem tej katedry. W czasie II wojny światowej brał udział w tajnym nauczaniu, po wojnie powrócił do pracy na Uniwersytecie Warszawskim. W 1946 objął Katedrę Prawa Cywilnego, wraz z nominacją na profesora zwyczajnego. Prowadził aktywną działalność na rzecz odbudowania zniszczonego w czasie wojny domu profesorów uniwersytetu przy ulicy Wilczej; odszedł na emeryturę w 1950. Od 1947 był jednocześnie radcą prawnym Polskiego Banku Komunalnego. Dojeżdżając z Warszawy wykładał również na Uniwersytecie Łódzkim.

### Zainteresowania naukowe
Jego zainteresowania naukowe obejmowały prawo rzymskie, prawo cywilne i prawo kanoniczne. Wraz z Rafałem Taubenschlagiem wydał Zbiór źródeł do rzymskiego prawa prywatnego (1931); przygotowali również tłumaczenie pracy Instytucje, historia i system rzymskiego prawa prywatnego Rudolfa Sohma (1925). Prowadził wieloletnie badania nad Corpus Iuris Civilis. Zajmował się zagadnieniami zasiedzenia na drodze publicznej oraz unieważnienia małżeństwa według prawa kanonicznego. 
W 1947 został powołany na członka korespondenta Towarzystwa Naukowego Warszawskiego. 
Jest pochowany na cmentarzu Powązkowskim w Warszawie (kw. 236–III–11).

## Ordery i odznaczenia
- Krzyż Oficerski Orderu Odrodzenia Polski (2 maja 1923)[3]
- Krzyż Kawalerski Orderu Franciszka Józefa

## Publikacje (wybór)
- Odpowiedzialność kolei za przewóz bagażu (1910)
- Słownik polsko-niemiecki dla użytku prawników (1912, z Lubosławem Wyszatyckim)
- Opieka nad kobietami w prawie rzymskim, 1923
- Rafał Taubenschlag (1934)
- Elementy kodyfikacji justyniańskiej (1935)
- O wpływach orientalnych na ustawodawstwo justyniańskie (1936)
- Historia i instytucje rzymskiego prawa prywatnego (1938, z Rafałem Taubenschlagiem)
- Historia i źródła rzymskiego prawa prywatnego (1938)
- Małżeństwo w zaraniu wieków (1946)
- Konwalidacja wyroków konsystorskich w świetle ustawy z dnia 24 IV 1947 roku (1949)
- Przypadek zastosowania Privilegium Paulinum (1949)
- Od prawa rzymskiego do prawa antycznego (1950)
- Prawzory banków (1950)